# Ramiro II d'Aragona
Ramiro Sanchez detto il Monaco (Ramiro anche in spagnolo, in galiziano, in basco e in portoghese, Ramir, in catalano, Remiro in aragonese e Ramiru in asturiano. Raimirus in latino) (24 aprile 1086 – Huesca, 16 agosto 1157) fu re di Aragona, conte di Sobrarbe e di Ribagorza, dal 1134 al 1137, mantenendo però il titolo di re fino alla sua morte.

## Origine

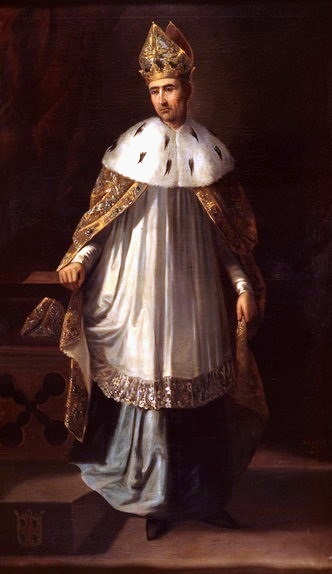
Ritratto di Ramiro II d'Aragona

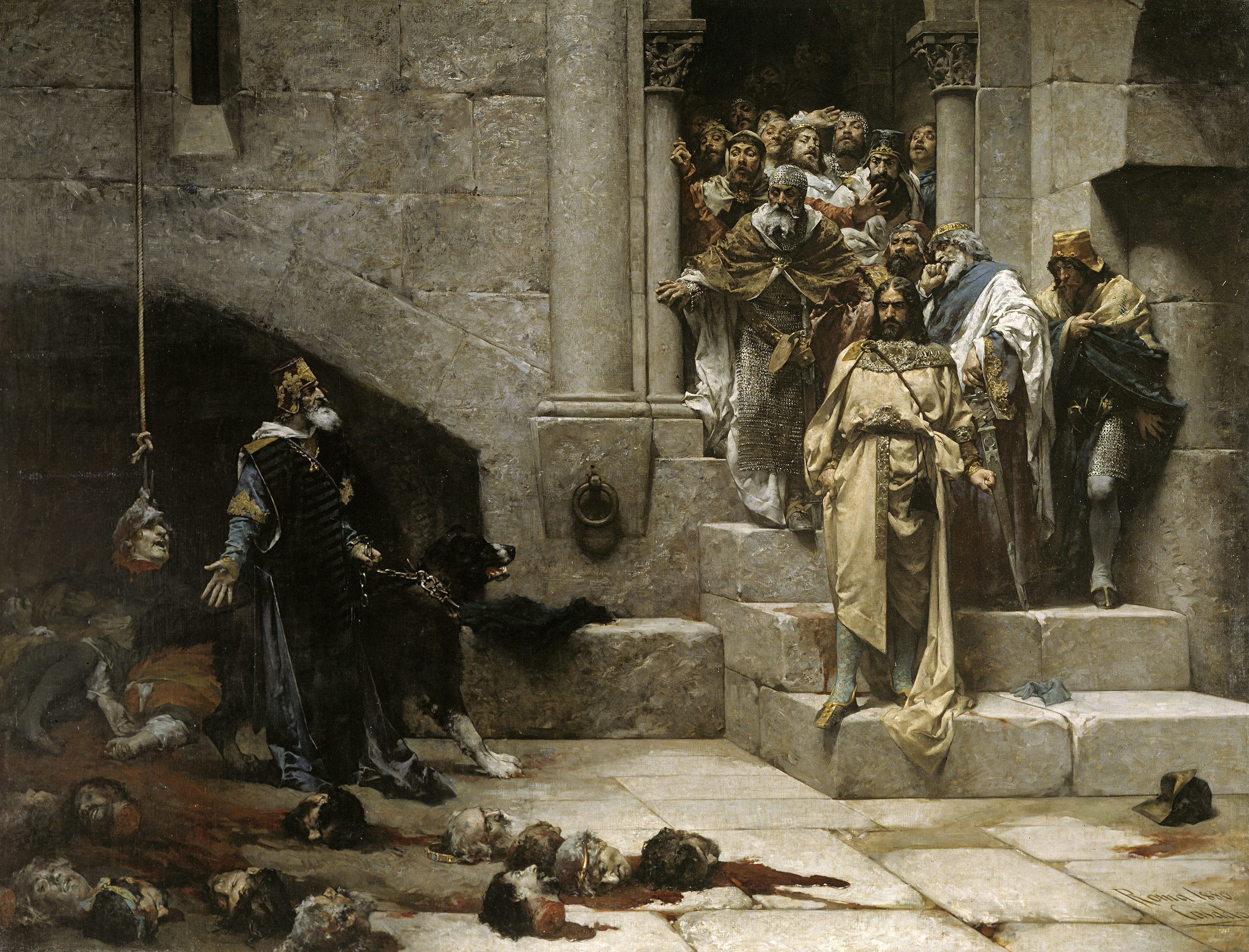
leggenda della Campana di Huesca, di José Casado del Alisal

Secondo la Ex Gestis Comitum Barcinonensium era figlio del re d'Aragona, re di Pamplona e conte di Sobrarbe e Ribagorza Sancho Ramírez (Sancho I di Aragona e Sancho V di Navarra) e, secondo la Cronaca piniatense, della sua seconda moglie, Felícia di Ramerupt (1060- 3 maggio 1123), figlia d'Ilduíno IV ( † 1063), conte di Montdidier e di Roucy e Signouer de Ramerupt e della moglie, Adelaide di Roucy, figlia di Ebli Conte di Roucy e della moglie, Beatrice di Hainaut (1015/1020-1062).
Sancho Ramírez era il figlio maschio primogenito del re d'Aragona e conte di Sobrarbe e Ribagorza Ramiro I (come ci viene confermato dalla Ex Gestis Comitum Barcinonensium e, secondo la Cronaca Piniatense di Ermessinda di Foix (circa 1015-1049, Gilberga di Foix, dopo il matrimonio, divenuta regina d'Aragona, si fece chiamare, Ermesinda), che secondo le Preuves de l'Histoire Générale de Languedoc, Tome V era figlia del conte di Carcassonne e di Couserans e futuro conte di Foix, Bernardo Ruggero I, e dell'erede della contea e futura contessa di Bigorre, Garsenda, figlia del conte di Bigorre, Garcia Arnaud e della moglie, Riccarda, di cui non si conoscono gli ascendenti.
Ramiro quindi era rispettivamente fratello e fratellastro dei suoi predecessori Alfonso I e Pietro I.

## Biografia
I suoi primi anni li passò, molto probabilmente, nel monastero di Siresa, in Valle de Hecho, (Huesca), poi ancora in giovane età, secondo un documento del 3 maggio 1093 il padre lo inviò nel monastero occitano di Saint-Pons-de-Thomières, come ci conferma anche la Cronaca piniatense, dove prese i voti. Nel 1112 il fratello Alfonso I, che era anche re di León e Castiglia, lo nominò abate dell'abbazia di Sahagún, da dove dovette fuggire quando le truppe della regina di León e Castiglia, Urraca, occuparono la città. Nel 1114 fu eletto vescovo di Burgos.
Dopo, nel 1130, si ritirò nel monastero di San Pedro el Viejo, vicino a Huesca, e ne divenne abate ed infine, nel 1134, fu nominato vescovo di Roda e Barbastro.
Nel 1134, dopo la morte di suo fratello Alfonso I il Battagliero, come riportato sia nel Chronicon Burgense che nella Crónica de San Juan de la Peña, il testamento di Alfonso I (a Bayonne, redasse un testamento che lasciava tutti i suoi regni all'Ordine del Tempio del Santo Sepolcro) non fu accettato né dalla chiesa né dalla nobiltà aragonese e, dato che Alfonso non aveva eredi, secondo la Crónica de San Juan de la Peña, nominarono alcuni reggenti, per poi orientarsi a offrire i due regni a Ramiro, il fratello di Alfonso I,, che era monaco del monastero di Saint-Pons-de-Thomières, vicino a Narbona. I nobili navarresi però, non avendo fiducia nelle capacità di Ramiro rifiutarono, decisero per la separazione dei due regni, eleggendo García, discendente dal re di Navarra, García III Sánchez, per cui gli eredi di Alfonso furono:
- Ramiro II il Monaco, nel regno d'Aragona
- García IV Ramírez, il Restauratore, nel regno di Navarra

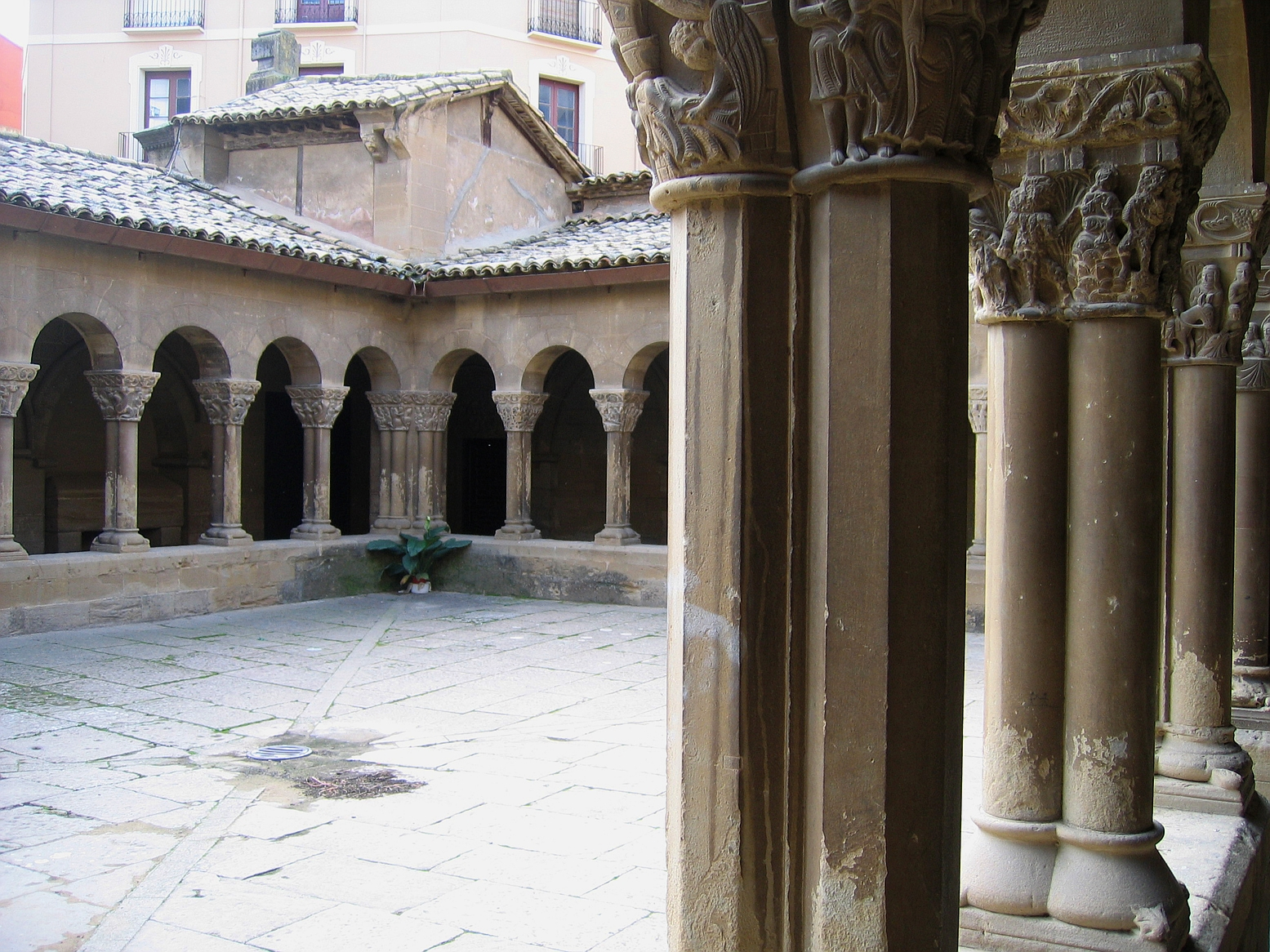
Monastero di San Pedro di Huesca, dove Ramiro è tumulato

Signum Regis di Ramiro II dove si possono notare le lettere alfa e omega

Ramiro, secondo il documento n° 1159 della Chronique de Robert de Torigni, abbé de Mont-Saint-Michel, Tome I, ottenne la dispensa papale di uscire dal monastero e potersi sposare; fu acclamato re d'Aragona a Jaca.
Appena salito al trono, Ramiro II si trovò a dover lottare con le bande di nobili, che, approfittando della sua debolezza, cercavano di prendere il sopravvento per sete di ricchezza e potere, pensando di sostituire il monarca.
Ramiro si trovò quasi subito in difficoltà e, dovette rifugiarsi nella contea di Besalú, anche perché il re di León e Castiglia Alfonso VII aveva occupato parte del regno di Aragona. Ramiro non ebbe la forza di opporsi e firmò il patto Vadaluongo, località vicino a Sangüesa, nel gennaio del 1135, in cui si riconosceva vassallo del regno di Castiglia e accettava il distacco del regno di Navarra.
Ramiro allora dimostrò di avere doti di comando ordinando che parecchi nobili venissero giustiziati mediante decapitazione (da questo fatto nacque la leggenda popolare della Campana di Huesca), in quanto si erano resi colpevoli di avere assalito, durante una tregua, una carovana di musulmani, riprendendo così il controllo della situazione.
Comunque anche dopo che Alfonso VII si era ritirato dall'Aragona, ma aveva continuato a occupare Saragozza, Ramiro rimaneva vassallo del re di León e Castiglia.
Il 13 novembre del 1135, nella cattedrale di Jaca, Ramiro aveva sposato Matilde (o Agnese) di Poitiers (1103-circa 1160), figlia legittima del duca d'Aquitania e conte di Poitiers Guglielmo IX (questa tesi è sostenuta, sia dal Chronicon sancti Maxentii Pictavensis, Chroniques des Eglises d'Anjou che dalla Ex Gestis Comitum Barcinonensium, e anche dalla Crónica de San Juan de la Peña. Infine, secondo le Europäische Stammtafeln, vol II, 58 e 76 (non consultate) era figlia illegittima di Guglielmo IX) e vedova del visconte Emerico V di Thouars (questo matrimonio è confermato dalla donazione n° CXLVII del Cartulaire de l'abbaye de la Sainte-Trinité de Tiron, Tome I, del 1030 circa, fatta unitamente da Emerico e Agnese), che si era dimostrata fertile con il suo primo marito, come ci conferma il documento n° 1159 della Chronique de Robert de Torigni, abbé de Mont-Saint-Michel, Tome I, dove la sposa è chiamata Matilde; e la Ex Fragmentis Chronicorum Comitum Pictaviæ, Ducum Aquitaniæ dove la sposa è chiamata Matilde (Mahauda), detta Agnese (Agnes dicta), che però sostiene, assieme ad altre fonti non primarie che Agnese era la figlia di Guglielmo, signore di Puy-du-Fou.
L'erede, Petronilla, nacque il 29 luglio 1136 e, nel mese di ottobre, assieme alla moglie, Ramiro fece una donazione; prima della fine di quell'anno Ramiro si separò dalla moglie Agnese che si ritiró nel monastero di Santa María di Fontevrault, dove morì tra la fine del 1159 e il 1160.
Ramiro II promise la figlia Petronilla in sposa al conte di Barcellona, Raimondo Berengario IV e l'impegno matrimoniale fu firmato a Barbastro, l'11 agosto 1137; mentre il 27 agosto, nel castello di Ayerbe, Ramiro redasse un documento in cui si impegnava a non prendere importanti decisioni senza l'approvazione del futuro genero. Il 13 novembre dello stesso anno, infine, pur mantenendo il titolo di re, abdicò in favore della figlia Petronilla e, per contrastare l'ingombrante re di León e Castiglia Alfonso VII, delegò il futuro genero a governare il regno d'Aragona con il titolo di principe d'Aragone e conte di Barcellona. Raimondo Berengario IV, investito di tale titolo, nel 1140 trattò con Alfonso VII, concordando il ritiro dei castigliani da Saragozza, riconoscendo loro tutti i territori alla destra del fiume Ebro.
Ramiro trascorse l'ultimo periodo della sua vita nel monastero di San Pedro di Huesca e nella sua proprietà di San Úrbez de Sarrablo (Huesca), ma non vi è certezza che tornasse definitivamente alla vita monastica. Morì a Huesca il 16 agosto 1157 (la data della morte è stabilita in un documento del dicembre 1157) e fu tumulato nella cappella di San Bartolomeo, o Pantheon Reale, di San Pedro el Viejo di Huesca.

## Discendenza
Ramiro e Agnese ebbero un'unica figlia:
- Petronilla[27](1136-1174), regina d'Aragona (1137-1162), che andò sposa a Raimondo Berengario IV, conte di Barcellona[27].

## Ascendenza
|                           |   |                          | Genitori                  |  |  | Nonni |  |  | Bisnonni                     |  |  | Trisnonni                    |  |
|                           |   |                          |                           |  |  |       |  |  | Sancho III Garcés di Navarra |  |  | García II Sánchez di Navarra |  |
|                           |   |                          |                           |  |  |       |  |  | Sancho III Garcés di Navarra |  |  | García II Sánchez di Navarra |  |
|                           |   | Jimena Fernández         |                           |  |  |       |  |  | Sancho III Garcés di Navarra |  |  |                              |  |
| Ramiro I d'Aragona        |   |                          |                           |  |  |       |  |  | Sancho III Garcés di Navarra |  |  |                              |  |
|                           |   | Sancha di Aibar          | …                         |  |  |       |  |  |                              |  |  |                              |  |
|                           |   | Sancha di Aibar          | …                         |  |  |       |  |  |                              |  |  |                              |  |
|                           |   | Sancha di Aibar          | …                         |  |  |       |  |  |                              |  |  |                              |  |
| Sancho Ramírez di Aragona |   | Sancha di Aibar          |                           |  |  |       |  |  |                              |  |  |                              |  |
|                           |   | Bernardo Ruggero di Foix | Ruggero I di Carcassonne  |  |  |       |  |  |                              |  |  |                              |  |
|                           |   | Bernardo Ruggero di Foix | Ruggero I di Carcassonne  |  |  |       |  |  |                              |  |  |                              |  |
|                           |   | Bernardo Ruggero di Foix | Adele di Pons             |  |  |       |  |  |                              |  |  |                              |  |
| Gilberga di Foix          |   | Bernardo Ruggero di Foix |                           |  |  |       |  |  |                              |  |  |                              |  |
|                           |   | Garsenda di Bigorre      | Garcia Arnaldo di Bigorre |  |  |       |  |  |                              |  |  |                              |  |
|                           |   | Garsenda di Bigorre      | Garcia Arnaldo di Bigorre |  |  |       |  |  |                              |  |  |                              |  |
|                           |   | Garsenda di Bigorre      | Riccarda di Astarac       |  |  |       |  |  |                              |  |  |                              |  |
| Ramiro II d'Aragona       |   | Garsenda di Bigorre      |                           |  |  |       |  |  |                              |  |  |                              |  |
|                           | … | …                        |                           |  |  |       |  |  |                              |  |  |                              |  |
|                           | … | …                        |                           |  |  |       |  |  |                              |  |  |                              |  |
|                           | … | …                        |                           |  |  |       |  |  |                              |  |  |                              |  |
| Ilduino IV di Roucy       | … |                          |                           |  |  |       |  |  |                              |  |  |                              |  |
|                           |   | …                        | …                         |  |  |       |  |  |                              |  |  |                              |  |
|                           |   | …                        | …                         |  |  |       |  |  |                              |  |  |                              |  |
|                           |   | …                        | …                         |  |  |       |  |  |                              |  |  |                              |  |
| Felicia di Roucy          |   | …                        |                           |  |  |       |  |  |                              |  |  |                              |  |
|                           |   | …                        | …                         |  |  |       |  |  |                              |  |  |                              |  |
|                           |   | …                        | …                         |  |  |       |  |  |                              |  |  |                              |  |
|                           |   | …                        | …                         |  |  |       |  |  |                              |  |  |                              |  |
| Adelaide di Roucy         |   | …                        |                           |  |  |       |  |  |                              |  |  |                              |  |
|                           |   | …                        | …                         |  |  |       |  |  |                              |  |  |                              |  |
|                           |   | …                        | …                         |  |  |       |  |  |                              |  |  |                              |  |
|                           |   | …                        | …                         |  |  |       |  |  |                              |  |  |                              |  |
|                           |   | …                        |                           |  |  |       |  |  |                              |  |  |                              |  |

### Fonti primarie
- (LA)  Histoire Générale de Languedoc, Tome V, Preuves.
- (LA)  Rerum Gallicarum et Francicarum Scriptores, tome XII.
- (LA)  España Sagrada, volume XXIII.
- (LA)  Chronicon sancti Maxentii Pictavensis.
- (LA)  Cartulaire de l'abbaye de la Sainte-Trinité de Tiron, Tome I.

### Letteratura storiografica
- Rafael Altamira, La Spagna (1031-1248), in Storia del mondo medievale, vol. V, 1999, pp.865–896
- Edgar Prestage, Il Portogallo nel Medioevo, in Storia del mondo medievale, vol. VII, 1999, pp.576–610
- (CA)  Crónica de San Juan de la Peña.
- (LA)  Chronique de Robert de Torigni, abbé de Mont-Saint-Michel, Tome I.